# Ma Li Pho
Ma Li Pho hay Ma Ly Pho là một xã thuộc huyện Phong Thổ, tỉnh Lai Châu, Việt Nam.
Xã Ma Li Pho có diện tích 55,73 km², dân số năm 1999 là 1785 người, mật độ dân số đạt 32 người/km².
Phía tây bắc Ma Li Pho là biên giới Việt Nam - Trung Quốc, tiếp giáp trấn Kim Thủy Hà (金水河) huyện Kim Bình châu Hồng Hà tỉnh Vân Nam, Trung Quốc. Trên biên giới có cửa khẩu Ma Lù Thàng là cửa khẩu chính nằm trong cặp cửa khẩu Ma Lù Thàng-Kim Thủy Hà giữa Việt Nam và Trung Quốc. Phía đông bắc Ma Li Pho là xã Mù Sang, phía đông giáp xã Hoang Thèn, phía Nam tiếp giáp xã Huổi Luông, đều là các xã thuộc huyện Phong Thổ.
Thời Pháp thuộc, những năm đầu thế kỷ 20 (khoảng 1920-1930), Ma Li Pho có tên là Ban Nam Coum (扳南功), (theo phiên âm tên gọi của bản Pa Nậm Cún), nằm trong trung tâm hành chính Phong Thổ, châu Thủy Vĩ tỉnh Lào Cai, xứ Bắc Kỳ, Liên bang Đông Dương.